# José Antonio Mari-Alcaraz
José Antonio Mari-Alcaraz (Valência, 23 de outubro de 1988) é um nadador paralímpico espanhol.

## Paralimpíada
Participou dos Jogos Paralímpicos de Verão de 2012, realizados em Londres, onde representou a Espanha.